# Clickbait (Neonoen-dal)
A Clickbait (magyarul: Kattintásvadász) a montenegrói Neonoen dala, mellyel Montenegrót képviselték volna a 2025-ös Eurovíziós Dalfesztiválon Bázelben. A dal 2024. november 27-én, a montenegrói nemzeti döntőben, a Montesongban megszerzett győzelemmel érdemelte ki a dalversenyen való indulás jogát, azonban az együttes 2024. december 4-én úgy döntött, hogy visszalépnek a megmérettetéstől.

## Eurovíziós Dalfesztivál
2024. október 10-én vált hivatalossá, hogy az együttes résztvevője lesz a Montesong nemzeti döntő mezőnyének. A dal 2024. november 27-én megnyerte a dalválasztó műsort, ahol a szakmai zsűri, valamint a nézők szavazatai által összesítésben az első helyet érte el, így ez a dal képviselhette volna Montenegrót a következő évi Eurovíziós Dalfesztiválon. Ezáltal ez lett volna a 2025-ös verseny első nyilvánosan megjelent dala.
2024. december 1-jén az RTCG bejelentette, hogy az együttes dala korábban, 2023 júniusában már előadásra került a Zabjelo Kulturális Fesztiválon, Podgoricában. A verseny szabálya előírja, hogy a versenyző dalok nem lehetnek nyilvánosan előadva vagy kereskedelmi forgalomba hozva szeptember 1-je előtt. Az RTCG másnap, december 2-án egyeztetett az EBU-val, hogy meghozza a döntést a dal sorsáról a versenyen.
A Neonoen együttes erre reagálva pár nap elteltével visszalépett a Eurovíziós Dalfesztiválon való részvételtől. Ezzel ez volt a 2025-ös szezon egyetlen visszalépett dala. 2024. december 8-án az RTCG bejelentette, hogy a nemzeti döntő második helyezettje, Nina Žižić dala, a Dobrodošli képviselheti Montenegrót az Eurovíziós Dalfesztiválon.